# 文丹大伯公庙
古晋文丹大伯公庙，又名文丹福德正神廟（英語：Buntal Fock Teck Zheng Shen Miao），是一座始建于1913年之前，坐落在马来西亚砂拉越文丹渔村的百年古庙，主神为大伯公，也供奉土地公、拿督公以及天地父母之圣位。